# SC Schwarz-Weiß Köln
Der SC Schwarz-Weiß Köln (offiziell: Sportclub Schwarz Weiss 1912 e.V.) ist ein Sportverein aus Köln. Die erste Fußballmannschaft spielte neun Jahre in der höchsten mittelrheinischen Amateurliga.

## Geschichte
Der Verein wurde im Jahr 1912 gegründet und sicherte sich 1946 gegen den VfL Poll die Stadtmeisterschaft. 1947 gehörten die Schwarz-Weißen zu den Gründungsmitgliedern der Rheinbezirksliga, in der die Mannschaft auf Anhieb Vizemeister hinter Rhenania Würselen wurde. In den folgenden Jahren ging es bergab und 1951 stieg Schwarz-Weiß als abgeschlagener Tabellenletzter aus der mittlerweile Landesliga genannten Spielklasse ab. 1953 gelang der Wiederaufstieg in die Landesliga, in der die Schwarz-Weißen stets gegen den Abstieg spielten. 1956 wurde die neu eingeführte Verbandsliga Mittelrhein um Längen verpasst, ehe zwei Jahre später der Abstieg in die Bezirksklasse folgte. 1961 ging es sogar hinab in die Kreisklasse.
1969 kehrte Schwarz-Weiß in die Landesliga zurück, die bis 1972 gehalten werden konnte. Fünf Jahre später gelang der erneute Sprung in die Landesliga. 1981 wurden die Schwarz-Weißen Vizemeister hinter der zweiten Amateurmannschaft des 1. FC Köln. Ein Jahr später sicherte sich die Mannschaft die Meisterschaft und den Aufstieg in die Verbandsliga. Nach einem zehnten Platz in der Aufstiegssaison ging es 1984 zurück in die Landesliga, bevor sich die Schwarz-Weißen zwei Jahre später in die Bezirksliga verabschiedeten. Schließlich kam Schwarz-Weiß 1991 wieder in der Kreisliga A an und kehrte von 1995 bis 1997 noch einmal in die Bezirksliga zurück. 
Im Jahre 2009 stürzte der Verein bis in die Kreisliga C ab, ehe den Schwarz-Weißen fünf Jahre später der Aufstieg in die Kreisliga B gelang. Im Jahre 2019 folgte der Aufstieg in die Kreisliga A, dem fünf Jahre später der in die Bezirksliga folgte.

## Stadion
Heimspielstätte ist die Sportanlage Biesterfeldstraße. Anfang April 2015 wurde begonnen den Ascheplatz in einen Kunstrasenplatz umzubauen.

## Persönlichkeiten
- Mandana Knopf
- Rainer Nicot